# Брату, Мариус
Мариус Брату (рум. Marius Bratu; род. 27 февраля 1973, Фокшаны, Румыния) — румынский футболист, вратарь.

## Карьера
Клубную карьеру начинал в «Акорд» из его родного города. После чего выступал за бухарестский «Рапид», «Бакэу» и «Астру». В марте 2001 года после сбора в венгерском городе Комаром перешёл в российский «Уралан», подписав контракт на два года. Однако в клубе был вторым вратарём, после Юрия Окрошидзе. В Высшем дивизионе дебютировал 10 ноября 2002 года в выездном матче 29-го тура против волгоградского «Ротора», пропустив 2 гола. Далее играл за «Астру» и был в заявке «Петролула». Завершал профессиональную карьеру в 2006 году в «Васлуе».